# Canthon
Canthon là một chi bọ cánh cứng thuộc họ Scarabaeidae.

## Các loài tiêu biểu
- Canthon aberrans (Harold 1868)
- Canthon acutiformis Balthasar, 1939
- Canthon acutoides Schmidt, 1922
- Canthon acutus Harold, 1868
- Canthon aequinoctialis Harold 1868
- Canthon angularis Harold, 1868
- Canthon quadriguttatus Olivier, 1789
- Canthon smaragdulus Fabricius, 1781